# Karin Moroder
Karin Moroder (Bolzano, 30 de noviembre de 1974) es una deportista italiana que compitió en esquí de fondo. 
Participó en tres Juegos Olímpicos de Invierno, entre los años 1998 y 2010, obteniendo una medalla de bronce en Nagano 1998, en la prueba de relevo (junto con Gabriella Paruzzi, Manuela Di Centa y Stefania Belmondo).

## Palmarés internacional
| Juegos Olímpicos | Juegos Olímpicos | Juegos Olímpicos  | Juegos Olímpicos |
| Año              | Lugar            | Medalla           | Prueba           |
| ---------------- | ---------------- | ----------------- | ---------------- |
| 1998             | Nagano (Japón)   | Medalla de bronce | Relevo 4 × 5 km  |